# Comuna Vulturu, Constanța
Vulturu (fostă Cartalu) este o comună în județul Constanța, Dobrogea, România, formată numai din satul de reședință cu același nume. Se află la 80 km de Constanța.

## Sport
Echipa de fotbal a comunei se numește Viitorul Vulturu și în 2004 aceasta s-a calificat în divizia D a județului Constanța. 

## Demografie
Componența etnică a comunei Vulturu
     Români (94,7%)
     Alte etnii (5,3%)
Componența confesională a comunei Vulturu
     Ortodocși (93,52%)
     Alte religii (0,88%)
     Necunoscută (5,6%)
Conform recensământului efectuat în 2021, populația comunei Vulturu se ridică la 679 de locuitori, în creștere față de recensământul anterior din 2011, când fuseseră înregistrați 625 de locuitori. Majoritatea locuitorilor sunt români (94,7%). Din punct de vedere confesional, majoritatea locuitorilor sunt ortodocși (93,52%), iar pentru 5,6% nu se cunoaște apartenența confesională.

## Politică și administrație
Comuna Vulturu este administrată de un primar și un consiliu local compus din 9 consilieri. Primarul, Eugen-Marius Berbec[*], de la Partidul Social Democrat, este în funcție din 2008. Începând cu alegerile locale din 2024, consiliul local are următoarea componență pe partide politice:
|  | Partid                   | Consilieri | Componența Consiliului | Componența Consiliului | Componența Consiliului | Componența Consiliului | Componența Consiliului | Componența Consiliului | Componența Consiliului | Componența Consiliului | Componența Consiliului |
|  | ------------------------ | ---------- | ---------------------- | ---------------------- | ---------------------- | ---------------------- | ---------------------- | ---------------------- | ---------------------- | ---------------------- | ---------------------- |
|  | Partidul Social Democrat | 9          |                        |                        |                        |                        |                        |                        |                        |                        |                        |